# Nikolái Chernyshov
Nikolái Gavrílovich Chernyshov (en ruso: Николай Гаврилович Чернышёв; 9 de septiembre de 1906 - 2 de enero de 1953) fue un químico ruso, especializado en los propelentes utilizados en los cohetes desarrollados durante la época soviética.
En la década de 1930 trabajó en Laboratorio de Dinámica de Gases de Leningrado, y en los años 1940 se trasladó a Moscú, donde trabajó en el laboratorio de Misiles Balísticos NII-4 en Bolshevo. Así mismo, también fue un popular escritor de libros de divulgación acerca de los vuelos espaciales.
Fue un convencido defensor de la prioridad histórica de los científicos rusos en el desarrollo de la tecnología de los cohetes.

## Reconocimientos
- El cráter lunar Chernyshev (según su grafía en inglés) lleva este nombre en su honor.